# Praia de Stella Maris
A praia de Stella Maris é uma praia localizada em Salvador no bairro nobre homônimo, na Bahia. É conhecida por suas águas boas com ondas para a prática do surfe e suas piscinas naturais entre os recifes de corais na maré baixa. No local, também existem barracas de praia organizando festas.